# Lijst van Deense schrijvers
Bekende Deense schrijvers en dichters zijn:
- Peter Adolphsen
- Benny Andersen
- Hans Christian Andersen
- Herman Bang
- Steen Steensen Blicher
- Karen Blixen
- H.C. Branner
- Inger Christensen
- Leif Davidsen
- Tove Ditlevsen
- Elsebeth Egholm
- Jakob Ejersbo
- Johannes Ewald
- Jens Christian Grøndahl
- Martin A. Hansen
- Thorkild Hansen
- Piet Hein
- Helle Helle

- Peter Høeg
- Per Højholt
- Ludvig Holberg
- Benn Q. Holm
- Hanne-Vibeke Holst
- Peer Hultberg
- Jens Henrik Jensen
- Johannes V. Jensen
- Ida Jessen
- Christian Jungersen
- Pia Juul
- Christian Kampmann
- Harald Kidde
- Søren Kierkegaard
- Hans Kirk
- Tom Kristensen
- Svend Åge Madsen
- Ib Michael

- Martin Andersen Nexø
- Hans-Jørgen Nielsen
- Dorthe Nors
- Adam Oehlenschläger
- Leif Panduro
- Henrik Pontoppidan
- Morten Ramsland
- Klaus Rifbjerg
- Knud Romer
- Aksel Sandemose
- Hans Scherfig
- Peter Seeberg
- Tage Skou-Hansen
- Jan Sonnergaard
- Villy Sørensen
- Kirsten Thorup
- Dan Turèll
- Gustav Wied